# Chlorostrymon simaethis
Espèce
La Thécla verte ou Thécla de la liane persil (Chlorostrymon simaethis) est une espèce de lépidoptères (papillons) de la famille des Lycaenidae, sous-famille des Theclinae et du genre Chlorostrymon.

## Dénomination
Chlorostrymon simaethis a été décrit par Drury en 1773, sous le nom initial de Papilio simaethis.
Synonymes : Chlorostrymon chileana Johnson, 1989; Mitoura simaethis, Dyar, 1903; Tmolus simaethis, Kaye, 1914; Chalybs simaethis, Kaye, 1921; Thecla simaethis, Kirby, 1871; Strymon simaethis, Barnes & McDunnough, 1917.

### Noms vernaculaires
La Thécla de la liane persil ou Thécla verte se nomme Silver-banded Hairstreak en anglais,.

### Sous-espèces
- Chlorostrymon simaethis simaethis
- Chlorostrymon simaethis sarita (Skinner, 1895)[1].

## Description
Chlorostrymon simaethis est un petit papillon d'une envergure de 22 mm à 32 mm qui possède à chaque aile postérieure une queue fine et longue.
Le dessus du mâle est marron avec une discrète suffusion bleu violet, celui de la femelle est gris.
Le revers est vert avec une bande postmédiane blanc argenté.

## Biologie
Chlorostrymon simaethis vole en deux générations entre aout et décembre.

### Plantes hôtes
Les plantes hôtes de sa chenille sont Cardiospermum corindum et Cardiospermum halicacabum.

## Écologie et distribution
Chlorostrymon simaethis est présent dans le sud de l'Arizona, de la Californie et du Texas, aux Antilles et dans toute l'Amérique du Sud, dont en Guyane,.

### Biotope
La Thécla de la liane persil réside principalement en zone sèche où se trouve la plante hôte de sa chenille Cardiospermum halicacabum.

### Protection
Pas de statut de protection particulier.